# Debrzno
Debrzno ['dɛbʐnɔ] (kaschubisch Frédląd; deutsch Preußisch Friedland) ist eine Kleinstadt im Powiat Człuchowski der polnischen Woiwodschaft Pommern. Sie ist Sitz der gleichnamigen Stadt-und-Land-Gemeinde.

## Geographische Lage
Die Stadt liegt im ehemaligen Westpreußen, etwa 16 Kilometer südsüdwestlich von Człuchów, 39 Kilometer südöstlich von Szczecinek und 152 Kilometer südwestlich von Danzig am nördlichen Ufer des Flusses Debrzynka, der aus dem Suckau-See östlich der Stadt kommend, hier den Friedländer oder Stadtsee und danach den Niedersee durchfließt. Nordöstlich der Stadt, bei dem Dorf Mossin, entspringt der Quellfluss der Debrzynka, der Nemonitz oder Nemonicz. Beide Flüsschen waren früher Grenzflüsse. Im Süden beginnt die Krainaer Seenplatte, an der westlichen Stadtgrenze ein Naturschutzgebiet (Miłachowo).

## Geschichte

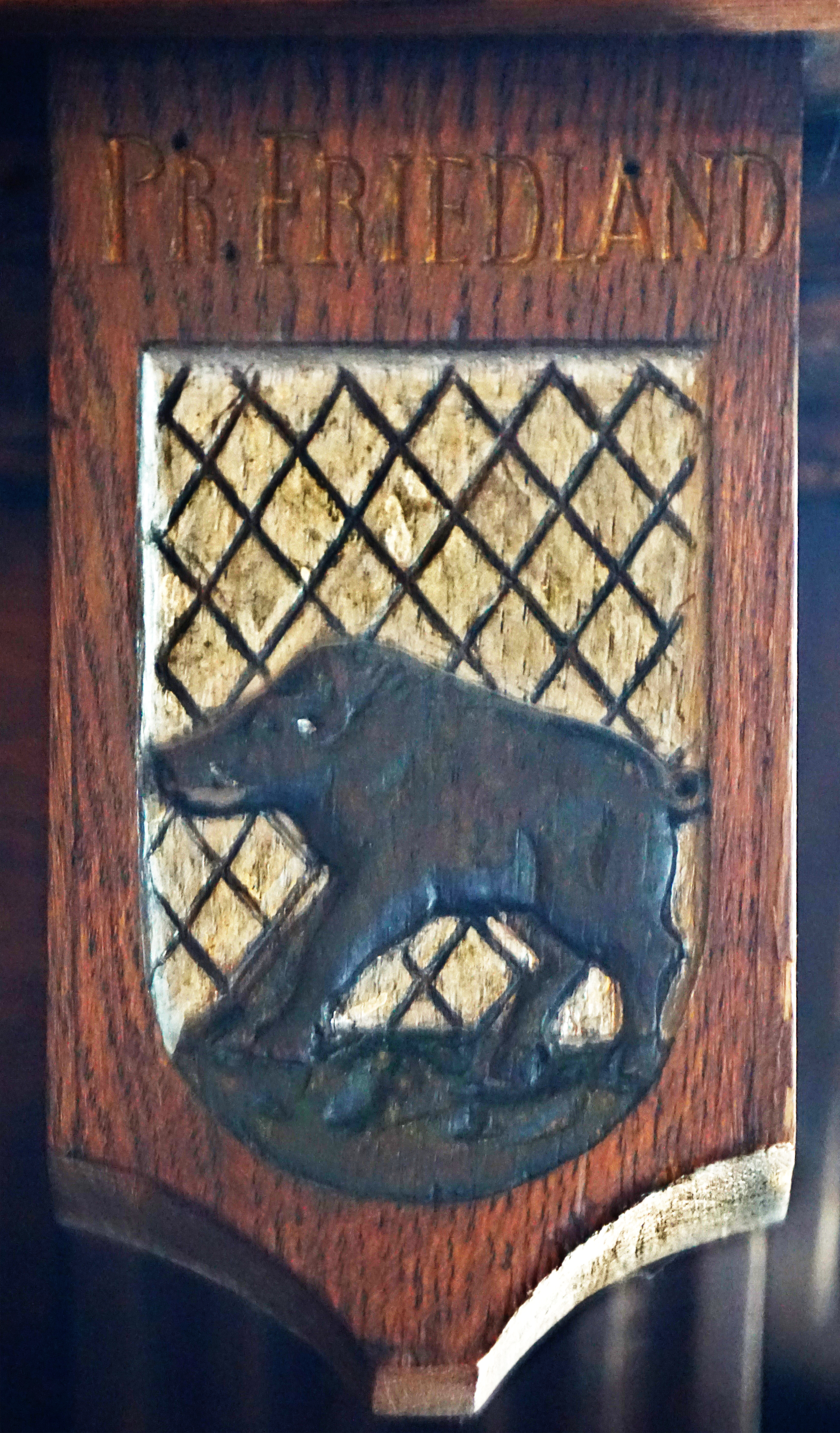
Wappen von Preußisch Friedland im Plenarsaal des altstädtischen Rathauses in Danzig

Preußisch Friedland (PREUSS. FRIEDLAND) am Nordufer der vom Suckau-See aus östlicher Richtung kommenden Dobrinka, die hier den Friedländer oder Stadtsee und danach den Niedersee durchfließt, auf einer Landkarte von 1914

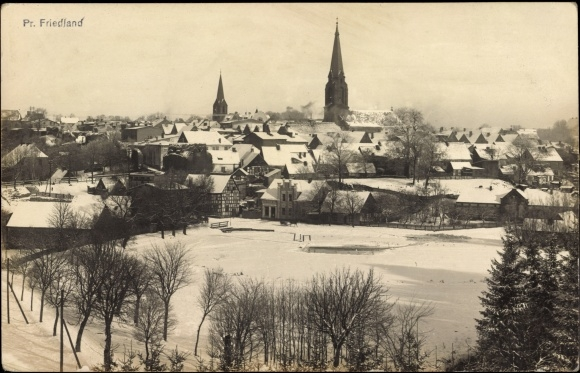
Preußisch Friedland auf einer Bildpostkarte von 1917

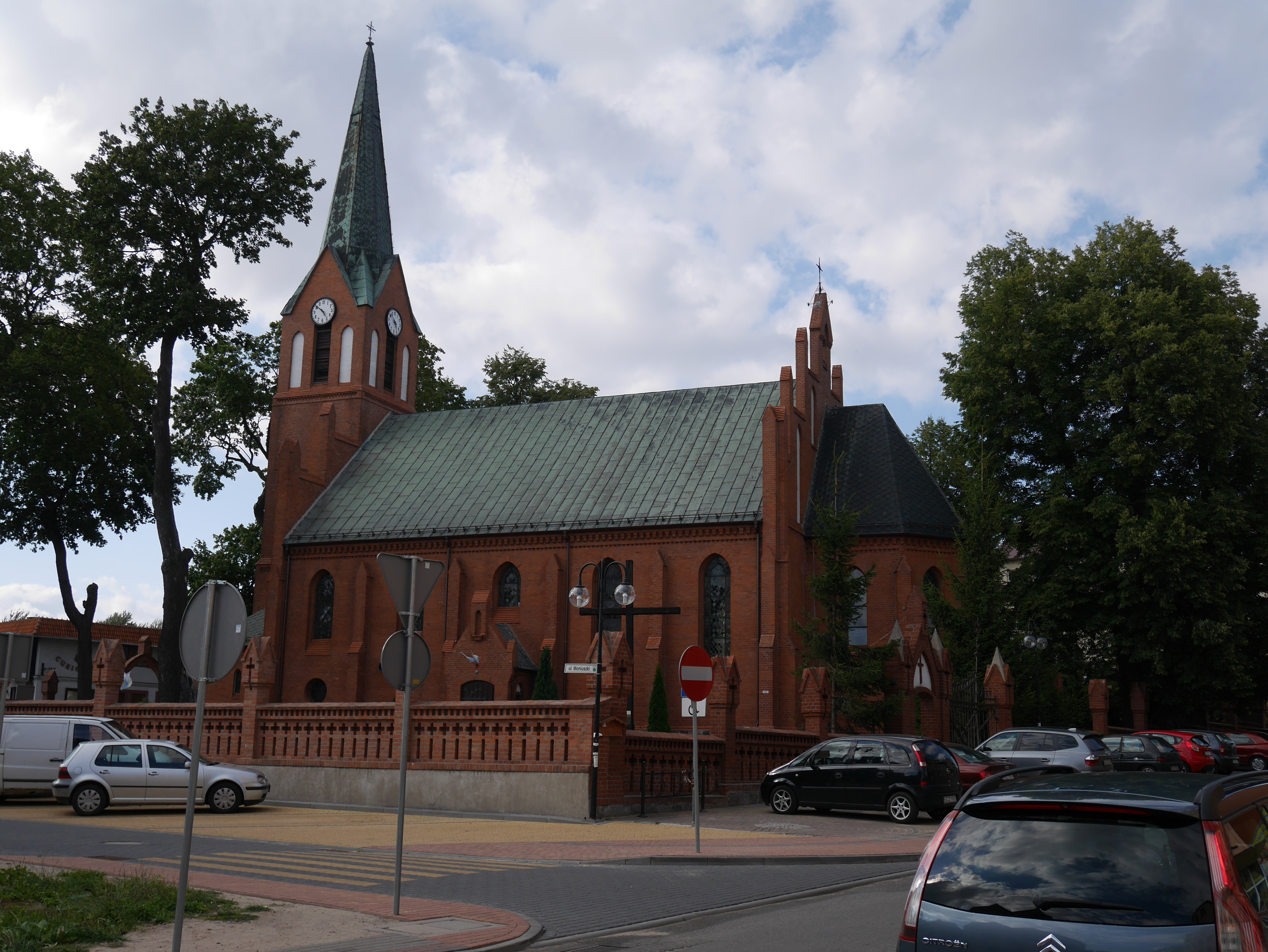
Stadtkirche

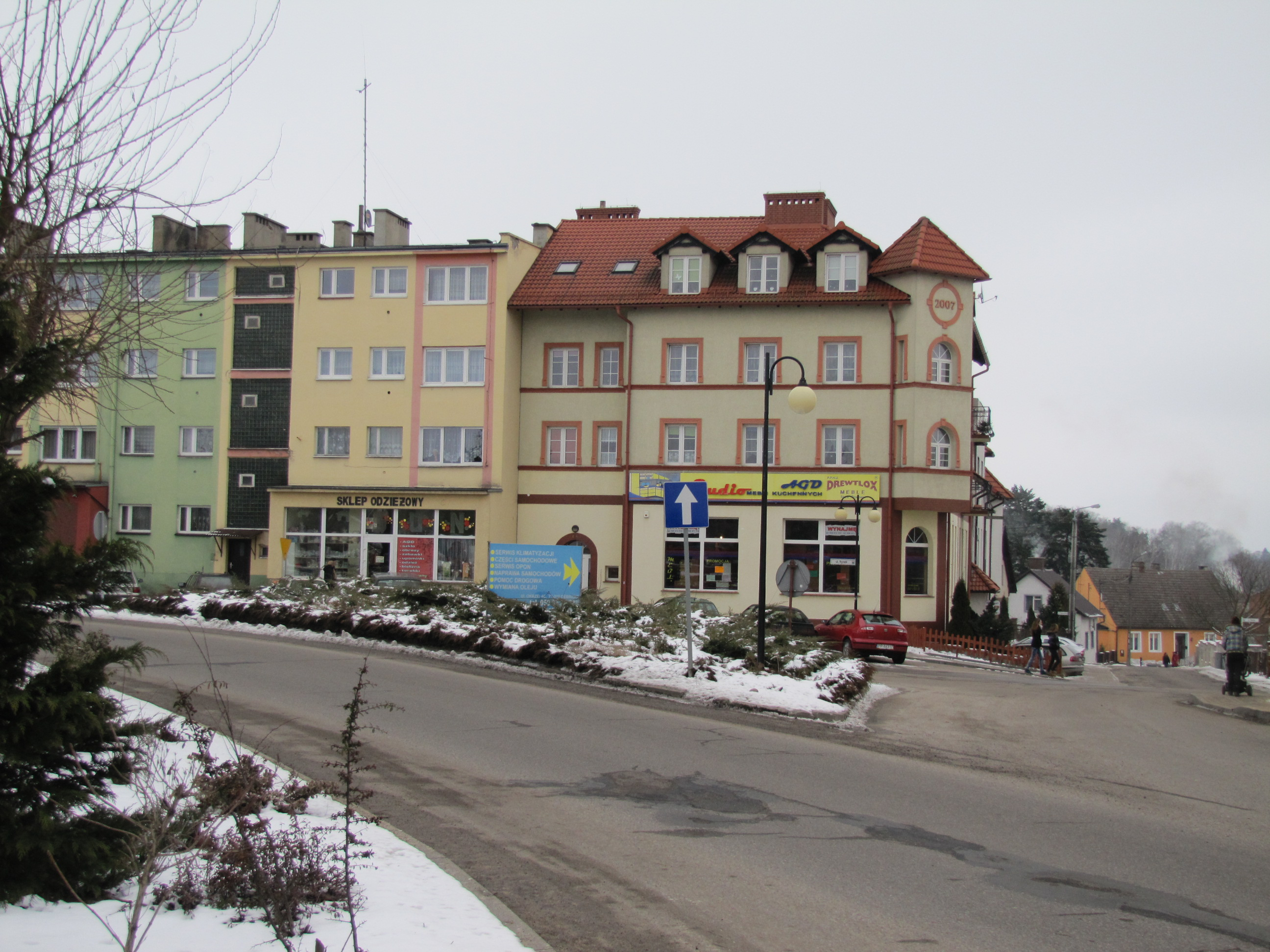
Straßenzug

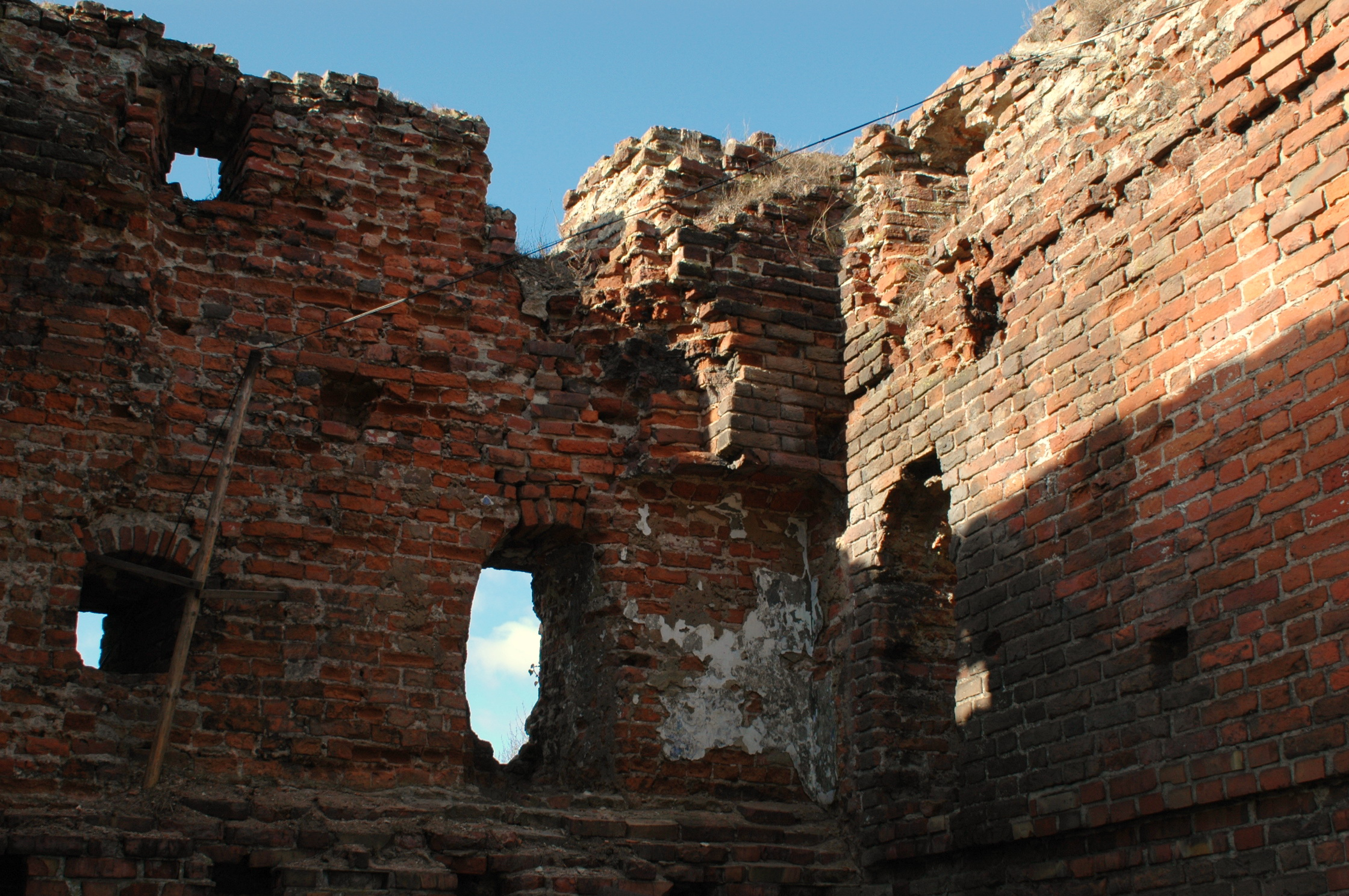
Relikt der mittelalterlichen Stadtbefestigung

Das Gebiet um die Ortschaft, die in älterer Zeit Fredeland genannt wurde und die später zur Unterscheidung von der ostpreußischen Stadt Friedland und von der im Netzedistrikt gelegenen Stadt Märkisch Friedland den Namen Preußisch Friedland erhielt, gehörte ursprünglich zur Kastellanei Ziethen der pommerellischen Herzöge von Danzig. Während der Besiedlung durch die pommerellischen Herzöge wurde dort eine Grenzburg errichtet, in deren Schutz eine kleine Siedlung entstand, aus der sich später die Stadt entwickelte. Seit 1309 war das umgebende Land Teil des Herrschaftsbereiches des Deutschen Ordens. Der Ort Fredeland wurde erstmals in einer Urkunde von 1346 genannt, mit welcher der Ordensverwalter von Schlochau einem Siedler namens Tylo vier Hufen Land zuwies. 1354 verlieh der Hochmeister Winrich von Kniprode der Ortschaft das Kulmer Stadtrecht und wies ihr 150 Hufen Land zu. Zum Schutz gegen das angrenzende Königreich Polen wurde ein Ordensvogt in der Stadt eingesetzt, der starke Befestigungsanlagen errichten ließ.
Während des Dreizehnjährigen Städtekriegs kam es 1461 zu einer achttägigen polnischen Belagerung, die jedoch erfolglos blieb. Nach der Niederlage des Deutschen Ordens wurde Pr. Friedland mit dem Zweiten Thorner Frieden von 1466 Teil des autonomen Preußen Königlichen Anteils, das sich freiwillig der Oberhoheit des polnischen Königs unterstellt hatte. Anlässlich der Errichtung der Union von Lublin auf dem Lubliner Sejm kündigte König Sigismund II. August am 16. März 1569 die Autonomie Westpreußens jedoch unter Androhung herber Strafen einseitig auf, weshalb die Oberhoheit des polnischen Königs in diesem Teil des ehemaligen Gebiets des Deutschen Ordens von 1569 bis 1772 als Fremdherrschaft empfunden wurde.
Nach einer Steuerliste von 1564 lebten zwölf Bauern, dazu einige Schuhmacher, Schmiede, Ofensetzer, ein Tuchmacher und ein Fleischer in der Stadt, die aus 115 Häusern bestand. Das 17. Jahrhundert brachte wenig Gutes für die Stadt. Während des Dreißigjährigen Kriegs wurde sie im Jahr 1627 von schwedischen Soldaten geplündert, 1659 brach die Pest aus und 1696 zerstörte ein Brand bis auf drei Häuser alles. Um die Mitte des 18. Jahrhunderts versuchten Bürgermeister Davidson und ein Gleichgesinnter, ein Meister Biegalke, in Preußisch Friedland eine Sekte zu gründen, was ihnen am 12. Juni 1752 von der Schlossherrschaft zu Schlochau untersagt wurde.
Anlässlich der ersten polnischen Teilung 1772 kam Preußisch Friedland an Preußen und wurde in den westpreußischen Schlochauer Kreis eingegliedert, aus dem später der Landkreis Schlochau gebildet wurde. Im Jahr 1783 ließ Friedrich der Große zur Förderung der Wollweberei eine neue Walkmühle am Suckausee errichten. Da diese aber unter Wassermangel litt, wurde sie nach Grunau verlegt, wo fortan die Friedländer und Grunauer Tuchmacher gemeinsam walkten. Im Jahr 1778 hatte es in Preußisch Friedland 54 Tuchmachermeister gegeben. Der Handel mit Friedländer Stoffen erstreckte sich bis nach Russland. Ein reger Handel entwickelte sich auch mit Bier und Malz, der hauptsächlich nach Pommern und Danzig ging.
In der napoleonischen Zeit hatte Preußisch Friedland viel zu leiden, besonders in den Jahren 1806 und 1807, da laufend französische Soldaten durch die Stadt zogen und eine drückende Teuerung verursachten. Nach Beendigung der Freiheitskriege konnte sich das Stadtleben allmählich wieder normalisieren.
Hatte bis dahin in der Stadt das Tuchmacher-Handwerk dominiert, ging diese Erwerbsquelle auch auf Grund der Tatsache, dass Preußisch Friedland nicht an das Eisenbahnnetz angeschlossen wurde, im Laufe des 19. Jahrhunderts immer mehr zurück. Dagegen konnte Preußisch Friedland mit seinen höheren Schulen und vor allem mit dem evangelischen Schullehrerseminar eine gewisse überregionale Bedeutung erlangen. Am Ende des 19. Jahrhunderts zogen viele Rheinländer in die Stadt, wodurch sich die Einwohnerzahl verdoppelte. Am Anfang des 20. Jahrhunderts hatte Preußisch Friedland eine evangelische Kirche, eine katholische Kirche, eine Synagoge, ein Progymnasium, ein evangelisches Lehrerseminar und ein Amtsgericht.
Nach dem Ersten Weltkrieg verschlechterte sich die wirtschaftliche Lage dramatisch, da durch den Verlust der Provinz Westpreußen die Stadt zur Grenzregion nach Polen wurde. Sie gehörte jetzt zur preußischen Provinz Grenzmark Posen-Westpreußen.
Anfang der 1930er Jahre hatte die Gemarkung der Stadt Preußisch Friedland eine Flächengröße von 38,9 km², und auf dem Stadtgebiet standen zusammen 426 Wohnhäuser an 15 verschiedenen Wohnorten:
1. Babusch
2. Beatenhof
3. Düsterbruch
4. Elisenhof
5. Forsthaus Babusch
6. Forsthaus Rehwinkel
7. Grünhof
8. Jakobswalde
9. Johanneshof
10. Karlsberg
11. Marienhöh
12. Preußisch Friedland
13. Rehwinkel
14. Riesenthal
15. Treuweiden

Im Jahr 1925 wurden in Preußisch Friedland 3.830 Einwohner gezählt, die auf 915 Haushaltungen verteilt waren; unter ihnen befanden sich 2.796 Protestanten, 893 Katholiken und 118 Juden. Um 1930 gab es in Preußisch Friedland ein Amtsgericht, ein Gymnasium und eine Staatliche Aufbauschule.
1938 wurde die Provinz Grenzmark Posen-Westpreußen wieder aufgelöst, und Preußisch Friedland kam mit dem Landkreis Schlochau am 1. Oktober 1938 zur Provinz Pommern.
Gegen Ende des Zweiten Weltkriegs zogen am 29. Januar 1945 Truppen der Roten Armee in Preußisch Friedland ein, konnten zurückgeschlagen werden, kamen aber am 20. Februar 1945 wieder. Bei den Kämpfen wurde die Stadt zu 70 Prozent zerstört. Nach der Eroberung der Stadt durch die sowjetischen Truppen kam es zu schweren Übergriffen und Willkürakten gegenüber der Zivilbevölkerung.
Im Sommer 1945 wurde Friedland von der sowjetischen Besatzungsmacht gemäß dem Potsdamer Abkommen zusammen mit ganz Hinterpommern und der südlichen Hälfte Ostpreußens unter polnische Verwaltung gestellt und erhielt den polnischen Ortsnamen Debrzno. Polnische Neuansiedler kamen zum Teil aus den im Rahmen der „Westverschiebung Polens“ an die Sowjetunion gefallenen Gebieten östlich der Curzon-Linie. Soweit sie nicht geflohen war, wurde die deutsche Bevölkerung in der darauf folgenden Zeit aus Friedland vertrieben.

### Wappen
Blasonierung: „In Silber auf grünem Boden ein schwarzer Eber vor einem aufgespannten, schwarzen Jagdnetz.“
Die Stadtfarben sind Weiß – Schwarz.
Das noch dem 14. Jahrhundert angehörende Siegel DE VREDELANTES zeigt den linkshin gewandten Eber im schräggegitterten Siegelfelde. Aus dieser bedeutungslosen Verzierung wurde schon zu Anfang des 16. Jahrhunderts auf dem SIGILLVM CIVITATIS FREDELAND, und deutlicher noch auf dem SIGILLVM MAIVS CIVITATIS FRIDLANDENSIS 1638 ein Jagdnetz, was alle späteren Siegel beibehalten haben. Ein solches von 1668 zeigt es mittels Ringen an einer Schnur aufgehängt.

### Demographie
| Jahr | Einwohner | Anmerkungen                                                                   |
| ---- | --------- | ----------------------------------------------------------------------------- |
| 1783 | 1138      | sämtlich Deutsche, davon zwei Drittel Evangelische und ein Drittel Katholiken |
| 1802 | 1445      | [ 13 ]                                                                        |
| 1810 | 1341      | [ 13 ]                                                                        |
| 1816 | 1449      | davon 990 Evangelische, 363 Katholiken und 96 Juden                           |
| 1818 | 1446      | in 237 Häusern                                                                |
| 1821 | 1562      | [ 13 ]                                                                        |
| 1831 | 1606      | [ 15 ]                                                                        |
| 1843 | 1930      | [ 16 ]                                                                        |
| 1871 | 3167      | darunter 2250 Evangelische und 600 Katholiken                                 |
| 1875 | 3487      | [ 18 ]                                                                        |
| 1880 | 3597      | [ 18 ]                                                                        |
| 1890 | 3598      | davon 2635 Evangelische, 719 Katholiken und 242 Juden                         |
| 1900 | 3758      | meist Evangelische                                                            |
| 1925 | 3830      | davon 2796 Evangelische, 893 Katholiken und 118 Juden                         |
| 1933 | 3817      | [ 18 ]                                                                        |
| 1939 | 3843      | [ 18 ]                                                                        |

| Jahr | Einwohner | Anmerkungen |
| ---- | --------- | ----------- |
| 2008 | 5377      |             |

Balkendiagramm der Einwohnerzahlen bis heute

## Gemeinde Debrzno
Zur Stadt-und-Land-Gemeinde Debrzno gehören neben der namensgebenden Stadt weitere Ortschaften.

### Gemeindepartnerschaften
- Weinbach (Hessen, Deutschland, seit 1992)
- Huddinge (Schweden)
- Blatno (Tschechische Republik, seit 2005)
- Friedland (Niedersachsen, Deutschland)

## Persönlichkeiten
- Christian Langhansen (1660–1727), Mathematiker und lutherischer Theologe
- Franz Triebel (1869–1942), deutscher Reichsgerichtsrat
- Else Winterfeld (1873–1938), Malerin, Zeichnerin und Grafikerin
- Anizet Koplin (1875–1941), Kapuziner, Märtyrer und Seliger
- Mia Pankau (1891–1974), Stummfilmschauspielerin
- Walther Nehring (1892–1983), deutscher General der Panzertruppe im Zweiten Weltkrieg

## Verkehr
Die 20 Kilometer nördlich gelegene Stadt Człuchów ist über die Woiwodschaftsstraße 188 zu erreichen. Der nächste Bahnanschluss befindet sich im fünf Kilometer entfernten Dorf Lipka.